# Kobyly (district de Bardejov)
Pour les articles homonymes, voir Kobyly.
Kobyly (en allemand : Koberdorf) est une commune du district de Bardejov, dans la région de Prešov, en Slovaquie

## Histoire
La première mention écrite du village date de 1277.

## Démographie

### Évolution de la population
| Année:               | 1994. | 2004.    | 2014.   | 2024.   |
| -------------------- | ----- | -------- | ------- | ------- |
| Nombre de personnes: | 766   | 845      | 867     | 903     |
| Différence:          |       | +10,31 % | +2,60 % | +4,15 % |

| Année:               | 2023. | 2024.   |
| -------------------- | ----- | ------- |
| Nombre de personnes: | 884   | 903     |
| Différence:          |       | +2,14 % |